# Lysosomale α-Glucosidase
Die lysosomale α-Glucosidase (auch saure Maltase, Gen: GAA) ist dasjenige Enzym, das in Lysosomen langkettige Polysaccharide zu Glucose abbaut. Es ist kein Teil des Glykogenabbaus in der Leber und auch kein Teil der Verdauung von Polysacchariden im Darm (wie die Maltase-Glucoamylase), sondern hilft beim Abbau von Fremdstoffen in den Lysosomen. Die saure Maltase kommt in Wirbeltieren vor. Beim Menschen ist sie in allen Gewebetypen lokalisiert. Mutationen am GAA-Gen können zur Glykogenspeicherkrankheit Typ II (Morbus Pompe) führen.
Ein potenter Hemmstoff der sauren Maltase ist das natürlich vorkommende Salacinol.

## Katalysierte Reaktion
(n=m) + H2O  {\displaystyle \longrightarrow } 

 {\displaystyle \longrightarrow }   (n=m-1) + Glucose
Endständige Glucose wird von Polysacchariden abgespalten.

## Einsatz als Arzneimittel
Rekombinant hergestellte Formen der humanen lysosomalen α-Glucosidase (rhGAA) werden in der Enzymersatztherapie des Morbus Pompe eingesetzt. Es handelt sich um eine sehr selten auftretende lysosomale Speicherkrankheit, die durch einen erblich bedingten Mangel an GAA entsteht. Der durch dieses Enzym katalysierte Glykogenabbau in den Lysosomen stockt und Glykogen reichert sich an. Vor allem die Muskelzellen sind betroffen und es kommt zum lebensbedrohlichen Muskelschwund.
Alglucosidase alfa (Myozyme, Sanofi) ist eine mutierte Variante des 896 Aminosäuren langen Fragments (57–952) der humanen GAA und wird in Ovarialzellen des chinesischen Hamsters (CHO-Zellen) hergestellt. Avalglucosidase alfa (Nexviadyme, Sanofi) ist eine modifizierte Alglucosidase, bei der durchschnittlich sieben Hexamannose-Strukturen, welche wiederum je zwei terminale Fragmente von Mannose-6-phosphat (bis-M6P) enthalten, mit oxidierten Sialinsäureresten auf der Alglucosidase alfa konjugiert sind. Dadurch wird die Aufnahme in die Lysosomen verbessert. Cipaglucosidase alfa (Pombiliti, Amicus Therapeutics) ist eine bis-M6P-reiche GAA-Variante und ausschließlich bei gleichzeitiger Gabe des Enzymstabilisators Miglustat anzuwenden.
Die Präparate werden intravenös verabreicht.
Die Entwicklung von Reveglucosidase alpha (IGFII-GAA) wurde 2016 eingestellt. Es handelt sich um ein Fusionsprotein aus einer mutierten GAA, die über einen synthetischen Peptidlinker mit einer mutierten (T7>A) Sequenz (61 aa) des insulinähnlichen Wachstumsfaktors II (IGF II) verbunden ist. Dieses Konzept verfolgt eine von der Glykosylierung unabhängige gezielte Wirkung im Lysosom (glycosylation-independent lyosomal targeting, GILT).